# Jean-Jacques Gandini
Jean-Jacques Gandini, né le 23 janvier 1948 à Grasse (Alpes-Maritimes), est un avocat, journaliste et militant anarchiste, membre de la Ligue française pour la défense des droits de l'homme et du citoyen.
Il est particulièrement connu pour ses études sur Pa Kin et le mouvement anarchiste chinois.
Il a été président du Syndicat des avocats de France (SAF) de novembre 2012 à novembre 2014.

## Biographie
En mai 1968, il participe à l'occupation de la faculté de droit de Nice.
En 1976, en plus de sa licence en droit, il obtient un diplôme de troisième cycle de sciences politiques.
Il devient avocat au barreau de Montpellier la même année, et se spécialise dans la défense des libertés publiques, des exclus et du droit de la consommation,.
Il rencontre ensuite Ronald Creagh.
En 1977, il adhère à la Ligue des droits de l’Homme.
Depuis 1979, il est membre du Syndicat des avocats de France, dont il est le président entre 2012 et 2014.
En 1997, il assiste à l'intégralité du procès de Maurice Papon dont il tire l'ouvrage : Le Procès Papon : histoire d’une ignominie ordinaire au service de l’État. L'ouvrage est réédité en 2025 et préfacé par Johann Chapoutot.

### Militant libertaire
En 1969, il rejoint l'Organisation révolutionnaire anarchiste, dont il s'éloigne après 1971.
Selon le Dictionnaire des anarchistes : « Il se ressent […] bakouninien dans l’âme », mais apprécie la pensée économique de Marx et la critique de la société du spectacle développé par les situationnistes.
Il rencontre Guy Malouvier auprès de qui il obtient les premiers éléments bibliographiques sur Pa Kin et le mouvement anarchiste chinois dont il devient spécialiste.
En 1972, il adhère au Centre international de recherches sur l'anarchisme (Lausanne) et rencontre Marianne Enckell et Louis Mercier-Vega.
En 1975, il publie sa première étude Où va la Chine ?
Dans les années 1980-1990, il publie ses premiers ouvrages à l’Atelier de création libertaire : Pa Kin, le coq qui chante dans la nuit et Aux sources de la révolution chinoise : les anarchistes. Il collabore à l'hebdomadaire Le Monde libertaire.
En 1996, il est l’un des fondateurs de la revue libertaire Réfractions dont il sera nommé directeur de publication,.
Depuis la fin des années 1990, il recense régulièrement des ouvrages dans Le Monde diplomatique.

## Œuvres
- Pa Kin, le coq qui chantait dans la nuit, Lyon, Atelier de création libertaire, 1985, (OCLC 18906017), (BNF 34839068).
- Aux sources de la révolution chinoise, les anarchistes : contribution historique de 1902 à 1927, Lyon, Atelier de création libertaire, 1986, (OCLC 16226969), (BNF 36623410).
- Chine fin de siècle : tout changer pour ne rien changer, Lyon, Atelier de création libertaire, 1994, (OCLC 417381931), (BNF 36682581).
- Le Procès Papon : histoire d’une ignominie ordinaire au service de l’État, Paris, Librio, 1999, (OCLC 42933589), (BNF 37113587).
- Chine fin de siècle II : China Incorporated, Lyon, Atelier de création libertaire, 2000, (OCLC 490719669), (BNF 37676725).
- Où va la Chine ? : dix ans après la répression de Tien'anmen, vingt ans après le lancement des réformes économiques, Paris, Les Éditions du Félin, 2000, (OCLC 45223722).
- De Lau San-ching, traduction de Hervé Denès, préface de Jean-Jacques Gandini, Dix ans dans les camps chinois : Témoignage, 1981-1991, Paris, Éditions Dagorno, 2001, (OCLC 491661802)[15].
- Anthologie des droits de l’Homme, Paris, Librio, 1998, réédité en 2003, (OCLC 421687876), (BNF 37005419).

### Avant-propos des éditeurs
- Roland Lew, Guilhem Fabre, Jean-Jacques Gandini et Angel Pino, Communisme chinois, socialisme réel et auto-émancipation, Paris, L'Harmattan, coll. « Collection L'Homme et la société » (no 172-173), 1997 (ISBN 978-2-296-09845-9, OCLC 495196444, lire en ligne)

### Articles
- Nombreux articles dans Le Monde libertaire[16], Alternative libertaire (Belgique) et A/Rivista Anarchica (Milan).